# ぐんまのやぼう
『ぐんまのやぼう』は、日本の法人（初版公開当時は個人）ゲームアプリ開発者であるRucKyGAMES（ラッキーゲームス、以下、作者と略す）により制作され、App Store並びにGoogle Playにて2012年より無料配信されている、iPhone用およびAndroid搭載スマートフォン用ゲームアプリである。
本稿では、事実上の姉妹作である『にほんのあらそい』についても記述する。

## 概要
端末のタッチパネル上で群馬県の特産品を収穫し、貯めた得点で他の都道府県や世界、さらには太陽系の惑星を制圧して、それら全てを「群馬県」にしてしまうシミュレーションゲームである。なお、ゲーム内に登場する市町村は2012年時点のもの。

### 開発の経緯
開発の発端は、2011年6月11日に、TBSのテレビ番組『王様のブランチ』における修学旅行生の発言について、ある女性ブロガーがTwitterにて「群馬県は知名度47位なのか」とつぶやいたところ、群馬県出身の作者が返事をし、そのやり取りの中で女性ブロガーが各都道府県ごとのアプリ開発を提案したことに始まる。従って、このゲームは本来、各々作者の異なる複数の「ご当地アプリ」の一つとして開発されたものである。なお、群馬県は、日経リサーチが公表した2010年の「地域ブランド戦略サーベイ」において、47位とされた。

#### 作者について
作者であるRucKyGAMESは、企画・プログラムを担当する男性とグラフィック担当の2人組ユニットだが、このゲームは男性一人の手によるものという。また、この男性は本作までに個人で約90本のゲームアプリを開発し、ゲームアプリ開発に関する書籍を執筆したこともある。アプリ提言者の女性と作者は、事前からインターネット上で交流があった。2012年8月1日に株式会社RucKyGAMESとして法人化した。

### 評価
iPhone版・Android版とも、2012年のゴールデンウィーク中に相次いで配信開始されたこのゲームは、「日本中を『群馬県』にする」という発想や、このアプリからTwitterに発信できる「（都道府県）は群馬県になりました。」というつぶやき、遊ぶうちに地形や市町村名など群馬県に関する知識を覚えてしまうという学習性が注目されて人気となり、ネット関係メディアを中心に話題となった。ゲーム舞台の当地である群馬県の上毛新聞は、この人気について、「群馬県はブランド力向上が課題だが、インターネットにおいては確実に知名度を伸ばしているようだ」と報じた。作者へのインタビュー記事によれば、このアプリのダウンロード数は、2012年5月現在でiPhone・Android合わせて30万件超という。2012年7月10日には、株式会社ラナにより群馬県の白地図や名産品などを模したiPhone用ケースが発売された。
このゲームアプリに注目した著名人も居る。ゲーム関係情報サイト「INSIDE」に「そそれぽ」なるゲームレビューを執筆する“そそそ”こと津久井箇人は、2012年5月9日に通常の定期更新と異なる「緊急号外」として、このアプリを採り上げた。同じ日に中川翔子も、「しょこたん☆ぶろぐ」に「ぐんま」と題してこのゲームを楽しんでいると述べた。高崎市出身の布袋寅泰は、同年5月19日にファンからTwitter上でこのアプリを紹介され、「思わずインストールした」と述べた。
NECビッグローブ株式会社の「ついっぷるトレンド」を通じたTwitter利用動向調査によれば、2012年5月度のハッシュタグランキングにおいて、このゲームで都道府県などを制圧したことをTwitterに発信する際に使われる「#gunmaapps」が、初登場にして6位になったという。
2012年7月、群馬県観光物産課は、このゲームの人気について「100万人以上が遊んでおり宣伝効果は計り知れない」として、開発者である男性に感謝状を授与した上で「群馬県観光特使」として委嘱する、と報じられた。

#### 評価の背景
webR25は、このゲームの人気の理由の一つとして、インターネット上で、群馬県が、関東地方にもかかわらず、「未開の地」として扱われることを挙げている。ゲーム開発当時のインターネット上には、群馬県を開発途上国のミャンマーに引っ掛けて「グンマー」と揶揄する現象が見られ、時の群馬県知事・大澤正明が、自由民主党のインターネット番組「カフェスタトーク」において、「『未開の地』なら今後発展し得る県だ」との見解を述べたことも話題となっていた。

## ゲーム内容
多くのスマートフォンアプリ同様、このゲームでも、タッチパネルを指で触れることにより操作する。画面には手書き風に描かれる白地図と、同じく手書き風の、ほとんどがひらがな表記による文字で情報が表示される。画面下方のタブメニューで画面を切り替えて以下の手順でゲームを進め、そのとき舞台となっている「にほん」「せかい」「うちゅう（太陽系）」「ぐんまけん（群馬県内の市町村）」「ぎんが（12星座とその他）」を全て、「群馬県」を示す青色にするのが目的である。

### しゅうかく
群馬県の白地図上に時間経過につれて出現する、同県の特産物であるネギ・コンニャク・キャベツを、指でタップやスライド操作で収穫すると、ゲーム内通貨に相当する「G（GUNMA）」を得られる。各特産物は、所定のGを支払ってレベルアップさせ、収穫量を増やすことができる。上げられるレベルには上限があり、制圧を進める、ぐんまちゃんカードを揃える、がちゃのカードを揃えることで上限が上がっていく。収穫の際、「ぐんまー」という音声が流れる。

### せいあつ
日本や世界、宇宙（太陽系）を示す白地図上で以下の手順で日本全土を制圧すると世界へ、世界を制圧すると宇宙へ進出でき、宇宙を制圧すると、群馬県内の市町村を制圧することができる。さらに、群馬県内の市町村を全て制圧すると、銀河を制圧することが出来るようになる。世界、宇宙、群馬県、銀河は、アップデートにより追加された機能である。
「にほん」では、既に「群馬県」となった青い領域に隣接する黄色い都道府県は、所定のGを支払うことによって「制圧」できる。制圧された領域は以後「群馬県」となり、その際に「しぇあする」を選ぶとTwitterなどのSNSに「（都道府県・惑星）は群馬県になりました。」と発信できる。制圧に必要なGは、都道府県の人口に比例する。
「うちゅう」、「ぐんまけん」では「にほん」と異なり、隣接していなくても各惑星や市町村を「制圧」できる。ただし、「うちゅう」における太陽は他の惑星を全て制圧しておくこと、「ぐんまけん」における市町村はガチャモードで同名のカード（合併前と合併後がある場合は合併後のもの）を手に入れること、「ぎんが」における「その他」は12星座を全て制圧しておくことが制圧するための条件となる。制圧に必要なGは「うちゅう」では惑星・太陽の直径に比例し、「ぐんまけん」では市町村の人口と同じ値が用いられる。
「せかい」については、「にほん」「うちゅう」「ぐんまけん」「ぎんが」とさらに趣が異なり、「群馬県」となった日本列島を中心に、「どんよりどよどよ」という混沌とした黒い画面のみが描かれ、初回70万Gが提示される。投資方法は2つあり、1つは提示されている額を一括で支払う方法、もう1つは1万Gずつ支払っていく方法である。どちらにしても、所定の金額を支払った時点で世界を制圧したとみなされる。
2012年10月8日のアップデートで、ソーシャルゲーム『パズル&ドラゴンズ』とのコラボレーションによる新制圧地「ぱずどら」が追加された。制圧できるようになる条件はなく、アップデート後「せいあつ」で選択できるようになっている。制圧する度に後述の「制圧チケット」が手に入る仕様となっている。
2012年10月26日のアップデートで、新制圧地「ぎんが」が追加された。ただし、このアップデートで期間限定制圧地であった「ぱずどら」は削除された。

### ひまつぶし
栃木県・青森県・石川県・東京都を制圧すると、それぞれ「ぐんま はんだん」「ぐんま たっち」「ぐんま しわけ」「むげんぐんま」というミニゲームを遊べるようになる。前者3つはいずれも群馬県の市町村に関する内容で、クリアするとGを得られる。「むげんぐんま」は5×5の配置で収穫物が並んでおり、それを収穫すると1Gが手に入り、収穫した後、直ちに新しい収穫物が現れる、と言う内容で文字通り「無限に」収穫することができる。

### すごろく
群馬県のマスコットキャラクター、「ぐんまちゃん」が駒となって群馬県の駅をすごろくのように旅しながら「ぐんまちゃんカード」と呼ばれるカードを集めるモード。JR東日本Ver.と上信電鉄Ver.があり、初期は前者のみである。
カードは赤い「ぐ」の字が書かれた駅と黒い「ぐ」の字が書かれたカードに到着するともらうことができる。（赤は2枚、黒は1枚）また、それぞれの駅でカードに加えて8000G、3000Gをもらうことができる。それ以外の駅に到達した場合は1000Gもしくは1500Gをもらえる。
移動方法はボタンを押すと1〜6の数字がランダムで出現し、出た数だけ進むことができる。ボタンを押す回数には限りがあり、時間が経つと増える仕組み。また、回数はある程度貯めることができるが、貯められる回数も上限があり、デフォルトは3回。「がちゃ」で「群馬県」のカードを手に入れると上限が1回増える(最大9回まで増やすことができる)。

### がちゃ
「群コレ! Gunma Collection」と題され、遊ぶことにより群馬県内の地名を記したカードを得られる「くじ」。1時間に1度無料で、もしくは3000Gを消費することで任意に「ノーマルガチャ」を引くことができる。それとは別に、日本などを制圧したときに得られる「制圧チケット」を使うと希少価値の高いカードの出現する「スーパーガチャ」を引くことができる。
このガチャによって得られるカードは、いわゆる平成の大合併により消失した旧地名を多く含むものであり、統合前の市町村名カードを全て揃えると、より希少価値の高い統合後の新市町村名カードが手に入る（例：新田郡笠懸町・勢多郡東村・山田郡大間々町を揃えるとみどり市になる、など）。カードのコンプリート率によって、特産品の生産上限が上がる。全ての市町村カードを揃えたとき、希少価値の最も高い「群馬県」のカードが手に入る。
2012年5月当時、ソーシャルゲームのアイテム購入くじにおける形態の一つであったコンプリートガチャが景品表示法上の問題を指摘されて衰退した。このアプリでは敢えてそれを採り入れたというが、支払うのは実際の金銭ではなくゲーム上のみで使われるGという単位であるため、ガチャに関しても課金は無い。

### おまけ
2013年4月2日にバージョン3.3がリリースされ、RucKyGAMESのアプリゲームのアイコンを収穫し、図鑑に集めるという機能が追加された。アイコンにはそれぞれ得られるGは異なるが、ネギ・コンニャク・キャベツと違いレベルアップする事はできない。
その他に、バージョン3.3でレベルの上限が500まで上昇する等の追加が行われた。

## シリーズ作品

### ぐんまのやぼう for ニンテンドー3DS
2014年6月25日にPUMOより発売されたニンテンドー3DS用ソフト。RucKyGAMESとの共同開発。
PUMO代表取締役の柴田真人は以前ハドソンでiPhone用ゲームの統括をしており、ボンバーマン・チェインズはRucKyGAMESの開発だった。
プロモーションビデオは群馬の魅力を伝える「ぐんまずかん」というシリーズで、ナレーションは前橋市出身の田中敦子。
11月5日にはニンテンドー3DS本体HOME画面用テーマ『ぐんまのやぼうテーマ』が配信された。

### ぐんまのやぼう2017 平成27年国勢調査対応版
2016年12月22日にRucKyGAMESより無料配信されたiOS/Android用ソフト。
タイトル通り、平成27年（2015年）度の国勢調査の内容を反映させている。せいあつモードでは都道府県だけでなく九九一覧表やカレンダーを制圧して群馬県にすることができ、すごろくモードはランダムで設定されるゴール地点「ごーる駅」を目指しつつ上毛かるたカードや市町村カードが手に入る駅を巡る形式になった。また、ミニゲームとして、表示された群馬県の市町村が「県央」「吾妻」「利根沼田」「東部」「西部」のどの地方に属するかを瞬時に判別する「ぐんまえりあ」がある。

### ぐんまのやぼう あなたもわたしもぐんまけん
2019年12月23日にジー・モードより発売されたNintendo Switch用ソフト。
「しゅうかく」と「せいあつ」が同時にできるシステムに変更され、全ての都道府県を「せいあつ」した時点のクリアタイムが表示されるようになった。また、最大4人の同時プレイに対応したモード「みんなdeぐんま」が収録されている。
なお、本作の都道府県データは2015年時点のものを基にしている。

### ぐんまのやぼう あなたもわたしもぐんまけん 令和2年国勢調査対応版
2025年6月6日にジー・モードより発売されたNintendo Switch用ソフト。また2025年6月28日にRucKyGAMESよりXbox One、Xbox Series X/S、Microsoft Storeでも発売された。Steam版もRucKyGAMESより2025年発売予定。
タイトル通り、令和2年（2020年）度の国勢調査の内容を反映させている。ゲームシステムは『ぐんまのやぼう あなたもわたしもぐんまけん』と同じで、内部データのみ更新されている。なお、この作品のリリースに伴い、『ぐんまのやぼう あなたもわたしもぐんまけん』は配信終了予定となっている。

## にほんのあらそい
『にほんのあらそい』は、2012年6月6日に、iPhone版とAndroid版の両方が同時に配信された。基本的には『ぐんまのやぼう』と同様に遊ぶゲームアプリであり、開始地点として群馬県以外の都道府県を選べるのが最大の違いだが、以下の点でも異なる。こちらも配信開始が複数のメディアにより報道された。
- 舞台の白地図が、県単位ではなく、地方区分単位になった。
- 特産品が、群馬県の3種類から、各都道府県毎に1種類(群馬県のみ4種類)、全50種類になった。最初は1種のみ出現するが、他都道府県の制圧が進むと、種類が増える。
- 群馬県は他の全都道府県の制圧が完了しないと制圧できない。
- 日本全土と世界の制圧で完結し、宇宙への進出ができない。
- ガチャが無い代わりに、特産品の入手状況を確認できる図鑑機能がついた。特産品を一定回数収穫すると、図鑑に収録される。
- 「ひまつぶし」の内容が、「群馬と練馬」「にほん たっち」「とくさんひん すりーまっち」の3種に刷新された。これらの封印は、一定数の地域を制圧すると解かれる。
- ゲーム内通貨の呼称が、「G（GUNMA）」から「J（JAPAN）」に、収穫時の音声も「ぐんまー」から「じゃぱん」に変更された。ただし、群馬県を選択していると前作同様の音声となる。